# Senantes, Eure-et-Loir
Senantes är en kommun i departementet Eure-et-Loir i regionen Centre-Val de Loire strax norr om centrala Frankrike. Kommunen ligger i kantonen Nogent-le-Roi som tillhör arrondissementet Dreux. År 2022 hade Senantes 537 invånare.

## Befolkningsutveckling
Antalet invånare i kommunen Senantes
Referens:INSEE